# Condado de Coshocton
O Condado de Coshocton é um dos 88 condados do estado americano de Ohio. A sede do condado é Coshocton, e sua maior cidade é Coshocton. O condado possui uma área de 1 470 km² (dos quais 4 km² estão cobertos por água), uma população de 36 655 habitantes, e uma densidade populacional de 25 hab/km² (segundo o censo nacional de 2000). O condado foi fundado em 1811.